# تارب (مدينة فرنسية)
تارب (بالفرنسية: Tarbes)‏ هي بلدية في فرنسا، تقع في البرانيس العليا، بلغ عدد سكانها 41,062 نسمة وذلك حسب إحصائيات سنة 2013، تبلغ مساحتها 15.33 كيلومتر مربع، رمزها البريدي هو 65000.

## معرض صور

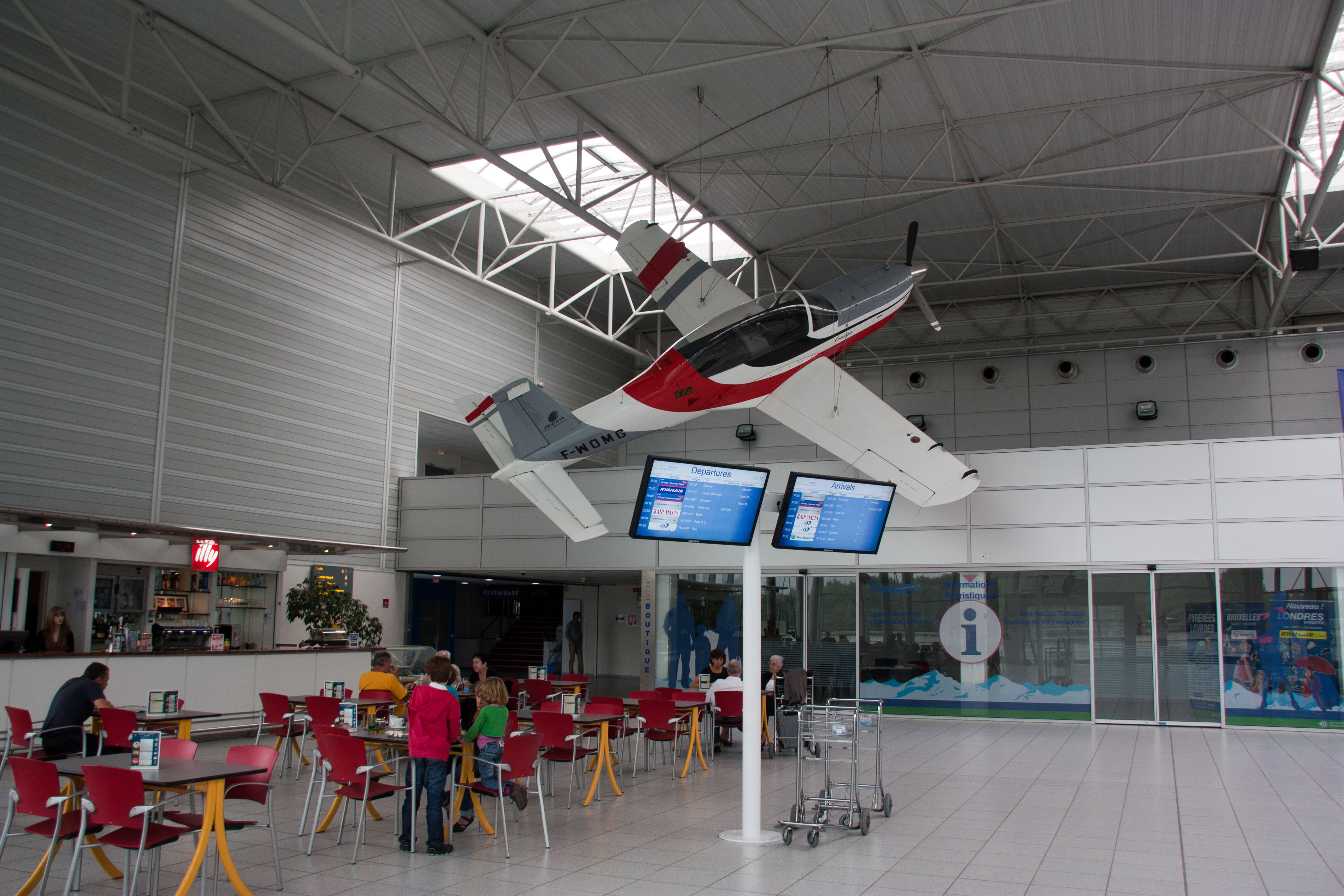
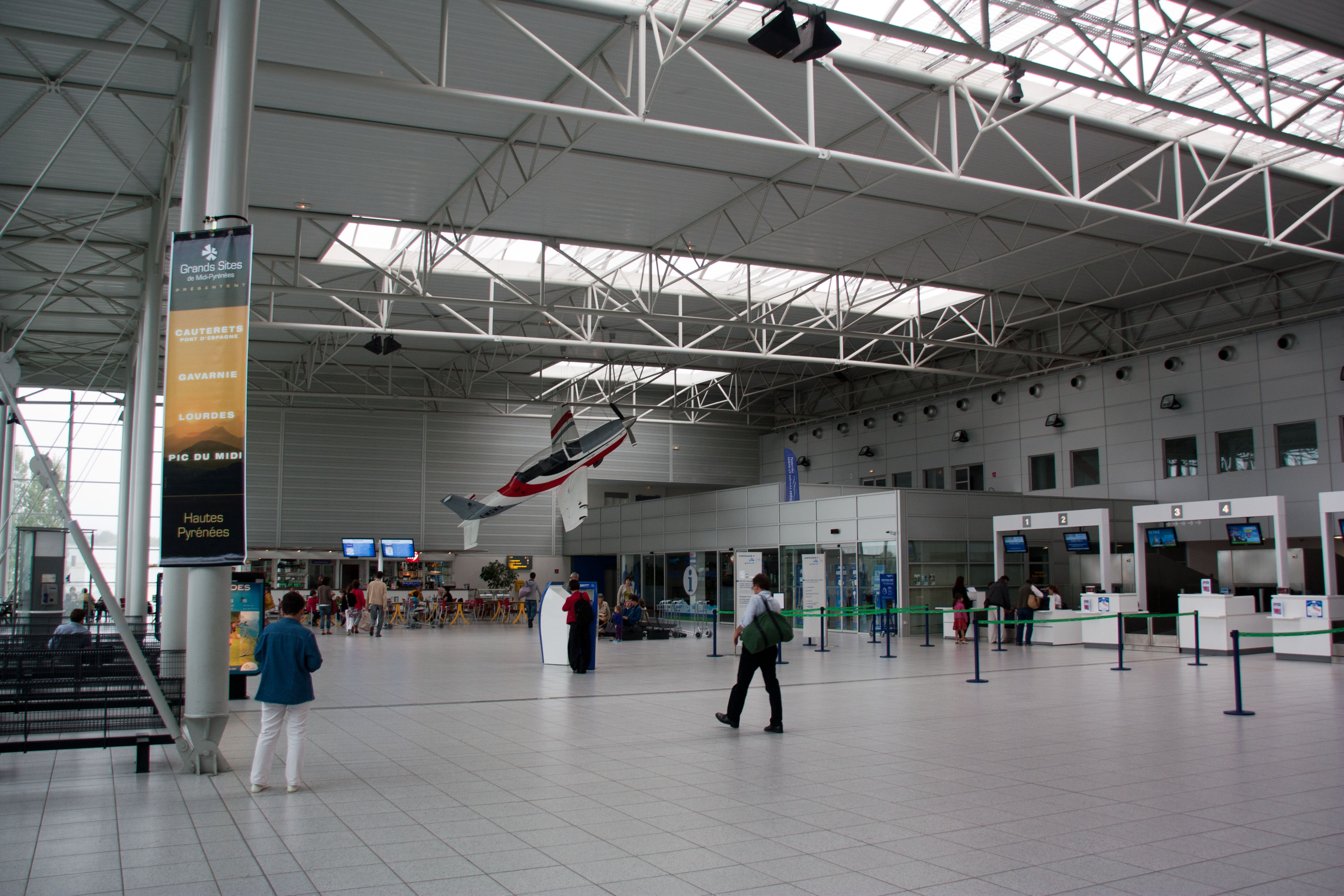
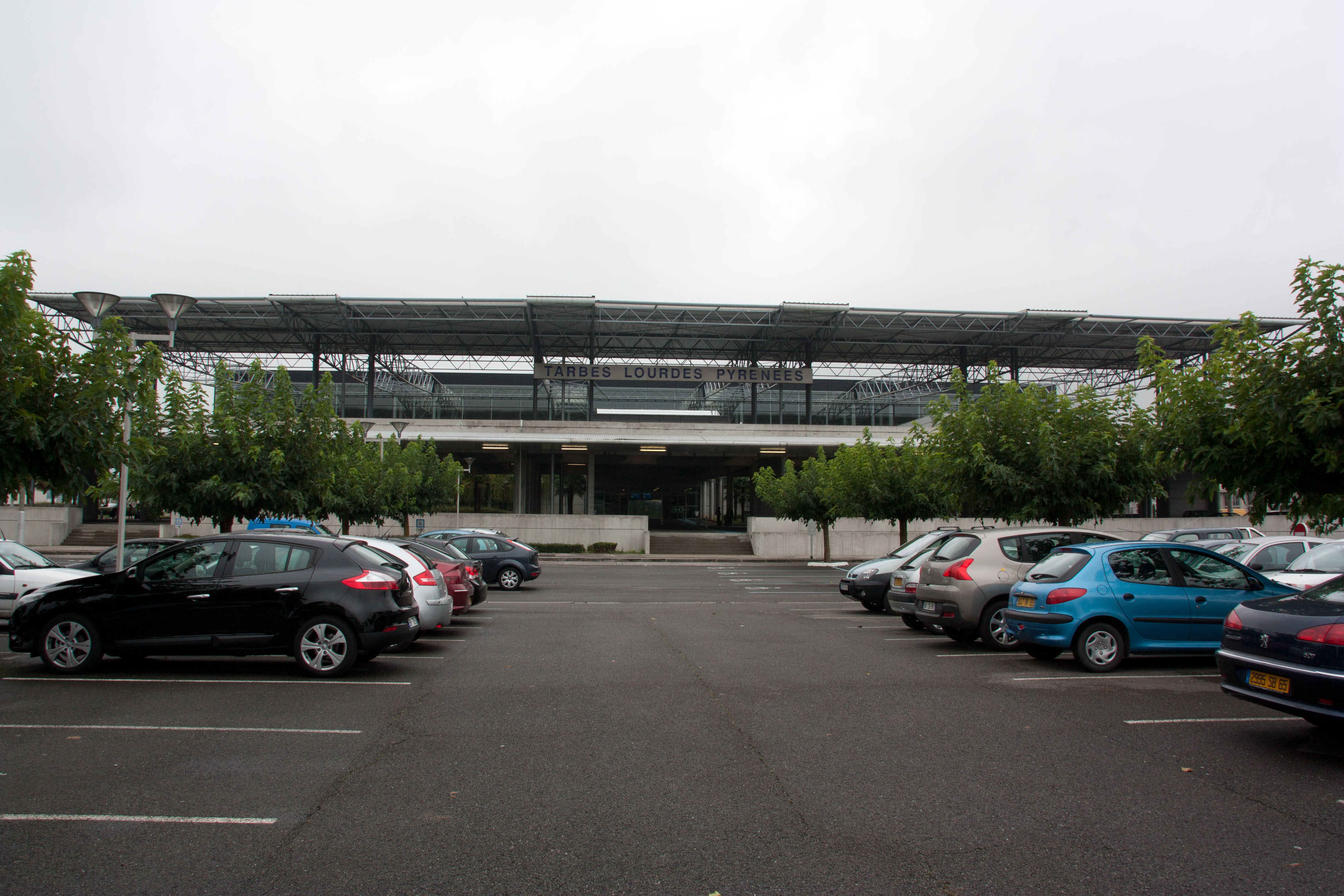
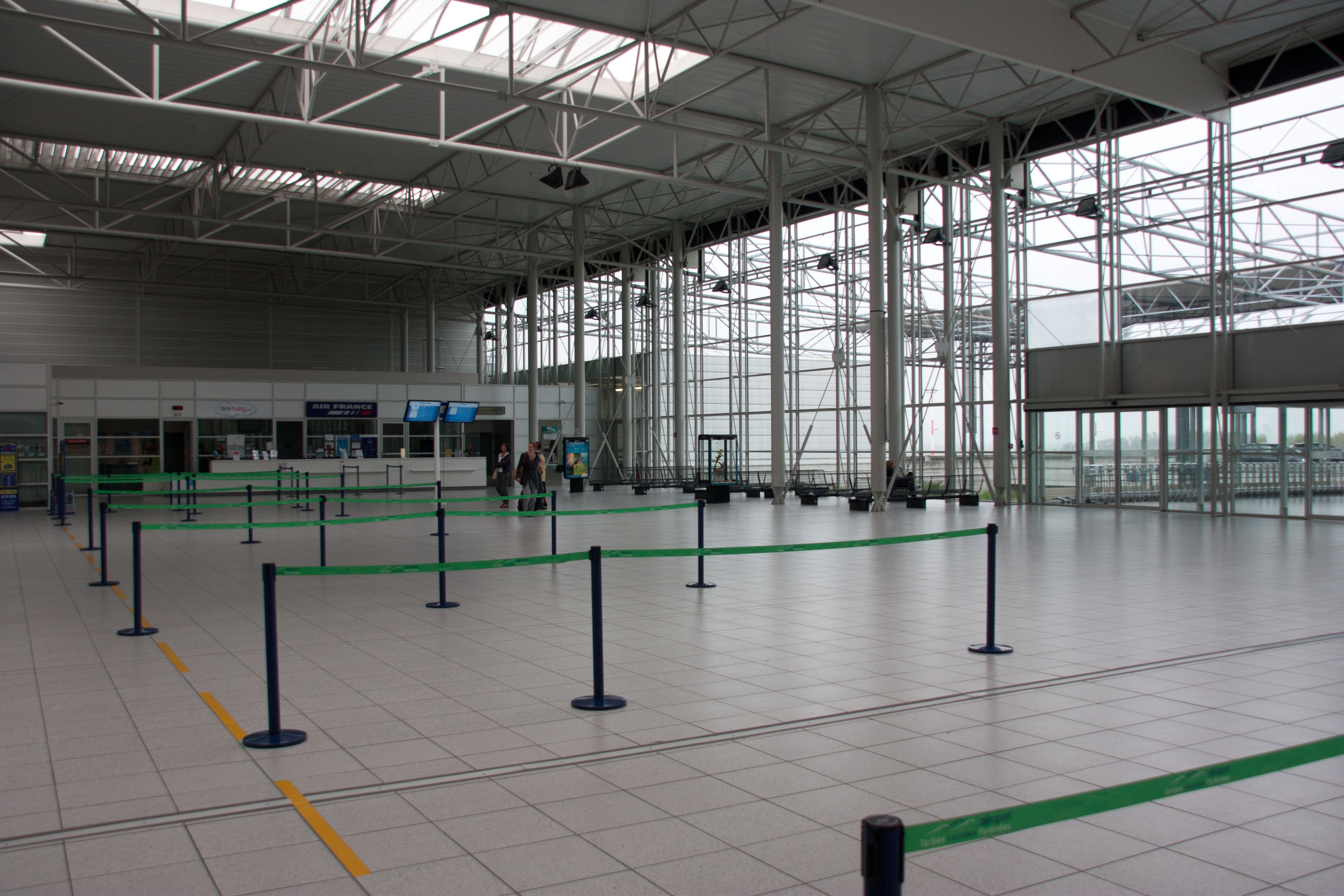

## الموقع
تشترك في الحدود مع:
- Andrest [الإنجليزية]‏
  - Juillan [الإنجليزية]‏
  - Laloubère [الإنجليزية]‏
  - Odos [الإنجليزية]‏
  - Séméac [الإنجليزية]‏
  - Ibos, Hautes-Pyrénées [الإنجليزية]‏
  - Bordères-sur-l'Échez [الإنجليزية]‏
  - Bours, Hautes-Pyrénées [الإنجليزية]‏
  - Aureilhan, Hautes-Pyrénées [الإنجليزية]‏
  - Soues, Hautes-Pyrénées [الإنجليزية]‏.

## مدن توأم
المدن التوأم:
- وشقة
- Altenkirchen (Verbandsgemeinde) [الإنجليزية]‏
- آلتنكيرشن.

## أعلام
- برتراند بارر
- ديفيد فراي
- فرديناند فوش
- برنارد أنتوني
- آلان لوران